# Balogh Bodor Attila
Balogh Bodor Attila (Budapest, 1954. február 15. –) magyar színész, rendező.

## Életpályája
1972-től a Nemzeti Színház stúdiójában tanult, majd 1973–1974-ben a szolnoki Szigligeti Színházban játszott. 1974–1977 között a Színház- és Filmművészeti Főiskola hallgatója volt. 1977–1982 között a Gyermekszínház tagja volt. Az 1980-as években színésztársaival: Simorjai Emesével és Gömöri V. Istvánnal megalakították a Kenderkóc együttest. 1982-től megszűnéséig a Rockszínházban dolgozott, majd azóta a Budapesti Operettszínház tagja. Zeneszerzéssel és rendezéssel is foglalkozik.

## Fontosabb színpadi szerepei
- Alexandre Dumas – Mark Rozovszkij: A három testőr... D’Artagnan
- William Shakespeare: Vízkereszt vagy amit akartok... Sebastian
- Szigligeti Ede: Liliomfi... Liliomfi
- Kisfaludy károly: A pártütők... Elősdy hadnagy
- Miklós Tibor – Kocsák Tibor: A krónikás... Főeunuch
- Várkonyi Mátyás – Béres Attila: Bábjátékos... Zsebtolvaj
- Várkonyi Mátyás – Miklós Tibor: Sztárcsinálók... Sodius
- Móricz Zsigmond – Kocsák Tibor – Miklós Tibor: Légy jó mindhalálig... Gyéres tanár úr
- Dobay András – Muszty Bea: Kunigunda hozománya... Bandura királyfi
- John Kander – Fred Ebb – Bob Fosse: Chicago... Amos Hart
- Victor Hugo – Claude-Michel Schönberg – Alain Boublil: A nyomorultak... Digne püspöke; Courfeyrac
- Lev Nyikolajevics Tolsztoj – Miklós Tibor – Kocsák Tibor: Anna Karenina... Professzor; Nagykövet
- Andrew Lloyd Webber – Tim Rice: Evita... Peron
- Andrew Lloyd Webber – Tim Rice: Jézus Krisztus szupersztár... Főpap
- Benny Andersson – Björn Ulvaeus – Tim Rice: Sakk... Bíró
- Oscar Wilde – Várkonyi Mátyás: Dorian Gray... Ficsúr
- Kálmán Imre: A montmartre-i ibolya... Színigazgató
- Kálmán Imre: Csárdáskirálynő... Bóni gróf
- Bakonyi Károly – Szirmai Albert – Gábor Andor: Mágnás Miska... Szele, Korláth gróf titkára
- Kállai István – Böhm György – Jávori Ferenc: Menyasszonytánc... Cozma
- Huszka Jenő: Mária főhadnagy... Krantz doktor
- Lehár Ferenc: Luxemburg grófja... Lord Lanchester

## Színházi zenéi
Az alábbi előadások zeneszerzője:
- Jevgenyij Lvovics Svarc: Csodálatos jávorfák
- Várkonyi András: Szupermancs

## Rendezéseiből
- Miklós Tibor: Csillag Nápoly egén
- Isaac Bashevis Singer – Miklós Tibor: Amerika ígéret volt
- Isaac Bashevis Singer – Miklós Tibor: Jentl
- Anthony Burges – Dolly Roll együttes: Egy tenyér ha csattan
- Jókai Mór – Pós Miklós – Pintér Mihály: Melyiket a kilenc közül
- Kal Pintér Mihály: Ébredj fel!
- Fehér Klára: Mi, szemüvegesek
- Carlo Goldoni: Két úr szolgája
- Vajda Katalin: Anconai szerelmesek

## Filmek, tv
- Királylány zsámolya (1976)... Jári
- Űrtörténetek (1977)
- Szerencsétlen flótás (1979)
- A csodálatos jávorfák (1981)
- Most mi jövünk! (1985)
- A védelemé a szó (sorozat)... Postás

-  A bizonyíték című rész  (1988)
- Az Alef labirintusa (2008)
- Hacktion: Újratöltve (sorozat)

- Mindenki, amit megérdemel című rész (2013) ... Kincses Ádám
- Hajnali láz (2015)... Beteg
- Mintaapák (2021)... Férj